# Segundo Império Mexicano
O Segundo Império Mexicano, oficialmente Império Mexicano (em castelhano:  Imperio Mexicano), foi um Estado norte-americano que existiu no século XIX no território do atual México. Foi governado como uma monarquia constitucional, tendo Maximiliano de Habsburgo-Lorena como único imperador.
O império foi fundado em um período de instabilidade, quando o partido conservador, derrotado na Guerra da Reforma, colaborou com as forças de Napoleão III em uma intervenção militar francesa para a criação de uma monarquia. Opositores da Segunda República liberal de Benito Juárez, a elite e a nobreza mexicana, a Igreja Católica e algumas comunidades indígenas formaram a base de apoio político ao império. As tropas francesas chegaram ao México em abril de 1862, sendo inicialmente derrotadas pelos republicanos no Cinco de Mayo da Batalha de Puebla. Apesar disso, a Cidade do México foi capturada por franceses no ano seguinte e a Assembléia dos Notáveis convidou o arquiduque austríaco Maximiliano, irmão do imperador Francisco José I da Áustria, para assumir a coroa. Após um plebiscito de fachada, Maximiliano aceitou o convite e desembarcou em Veracruz em 1864; seu governo, contudo, foi marcado pelo conflito entre as facções conservadora e liberal e pela alta dependência na ajuda francesa, uma vez que as forças republicanas nunca se renderam. Com mudanças internacionais pelo fim da Guerra Civil dos Estados Unidos e pela formação da Confederação da Alemanha do Norte, o apoio francês foi reduzido até a retirada total de forças em 1867. No mesmo ano, Maximiliano e seus generais Tomás Mejía e Miguel Miramón foram capturados, julgados e fuzilados em Querétaro pelo exército do presidente Juárez após somente quatro anos de governo monárquico.
Politicamente, o império foi marcado pela tensão constante entre o reformismo ilustrado de Maximiliano e a orientação conservadora dos monarquistas, com a oposição armada dos liberais republicanos. Economicamente, pelos problemas de infraestrutura, crescente dívida externa e dificuldades de produção e exportação. Já militarmente, pela dependência no apoio francês e pelo estado de guerra civil contra o governo Juárez, que enfim se sobrepôs pela restauração da república e execução de Maximiliano e seus apoiadores.

## História

### Antecedentes

México antes da Guerra do Texas.

Desde a consolidação da independência em 1821, o México estava dividido em duas facções: a liberal, que apoiava reformas para a instituição de uma república federalista laica e institucionalizada; e a conservadora, que apoiava somente reformas graduais que mantivessem um governo centralizado reconhecendo os direitos tradicionais de terras e do clero.

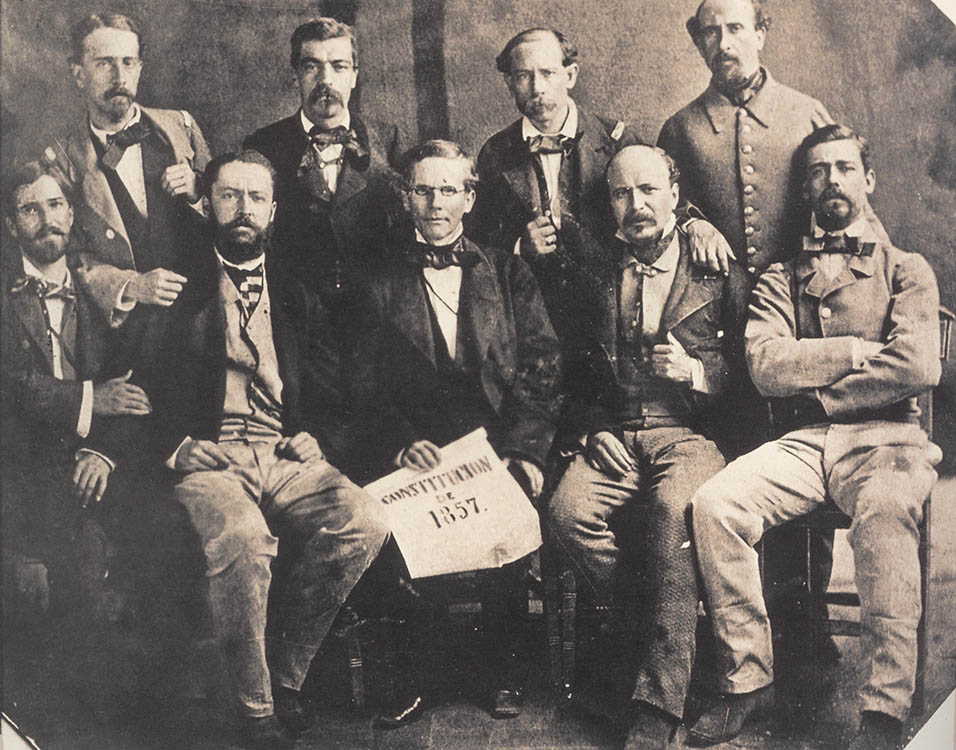
A Constituição de 1857 e seus autores liberais.

Em 1855, o governo ditatorial do conservador Santa Anna foi derrubado pelo golpe liberal do Plano de Ayutla após a perda de diversos territórios, como o Texas, o Novo México e a Alta Califórnia, na Revolução Texana e Guerra Mexicano-Americana. Os liberais, então, iniciaram uma série de mudanças conhecidas como La Reforma para aumentar as competências dos estados federados, reduzir o poder do clero e privatizar propriedades rurais, sendo essa agenda consolidada na Constituição de 1857. Conflitos sobre a extensão adequada das reformas, incluindo um racha entre liberais radicais e moderados, provocaram a Guerra da Reforma, que se alongou por quatro anos, gerou dívida externa para as duas facções e teve a vitória final do presidente liberal Benito Juárez.
Com a facção conservadora recusando a derrota, cresceu a proposta da monarquia por parte de figuras como o general Juan Nepomuceno Almonte e o arcebispo Pelagio Antonio de Labastida y Dávalos. Para eles, o grande período de instabilidade e violência desde a independência teria demonstrado que o México não estava pronto para um governo republicano; idéia que não era inovadora, já que o México havia se tornado independente sob o Primeiro Império Mexicano, de Agustín de Iturbide. Assim, no início de 1861, monarquistas mexicanos já articulavam com a França e a Áustria a criação de um império mexicano governado por um príncipe católico de casa europeia.

### Intervenção francesa

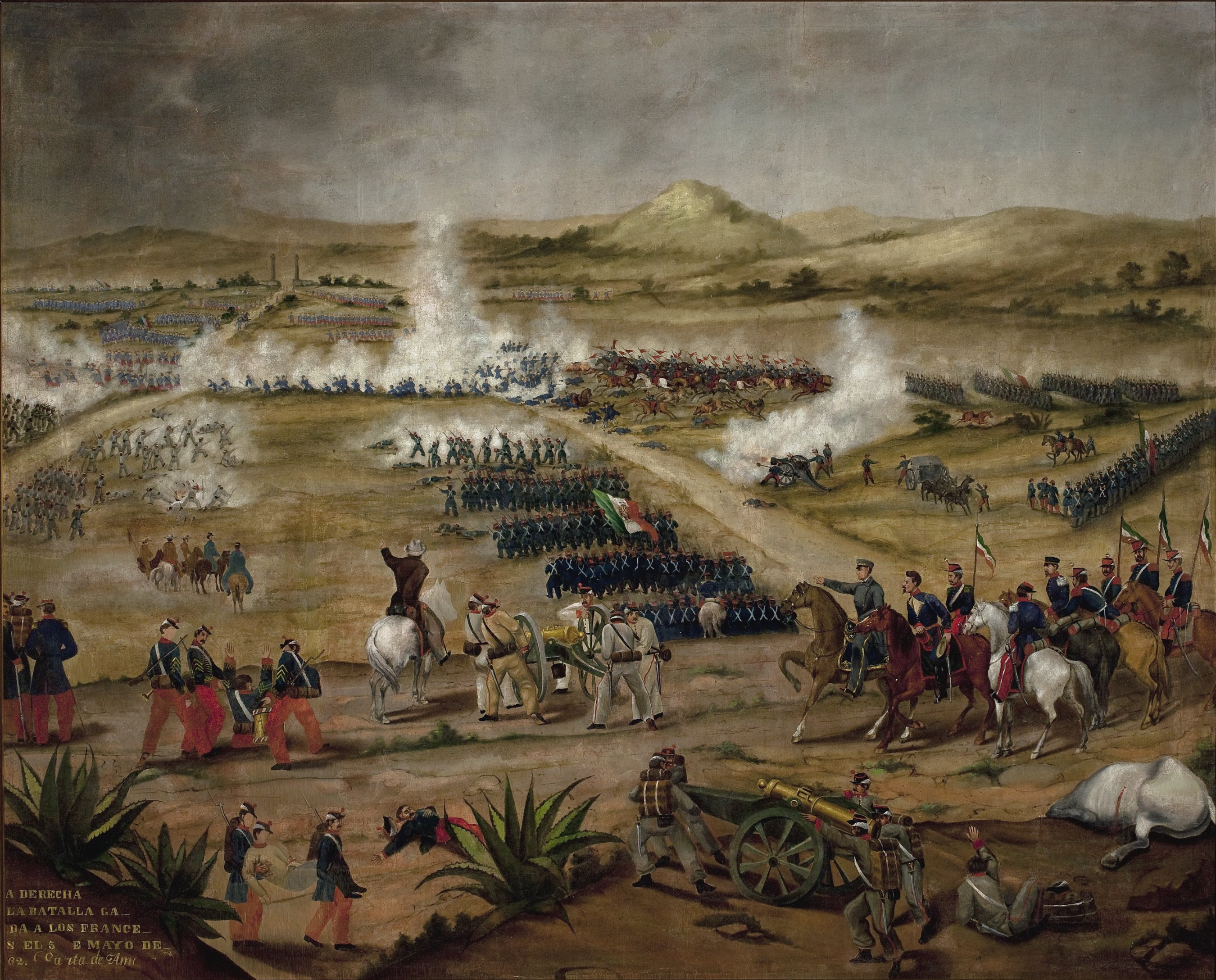
Tela anônima (1870) da Batalha de Puebla (5 de maio de 1862).

Em julho de 1861, o governo de Juárez decretou moratória nas dívidas contraídas com a França, Espanha e Grã-Bretanha na ocasião da Guerra da Reforma. Sob a iniciativa de Napoleão III, as três potências europeias se reuniram em Londres e assinaram um tratado para enviar tropas e forçar o pagamento da dívida externa, com uma cláusula que garantia a neutralidade dos signatários para com a forma de governo e os assuntos internos do México.
A primeira ação foi por parte da Espanha, que ocupou Veracruz em dezembro de 1861 com tropas vindas de Cuba; em janeiro de 1862, chegaram também forças francesas e britânicas. Representantes espanhóis e britânicos propuseram fazer um acordo direto com o governo Juárez, a França inicialmente recusou, mas foi pressionada a aceitar e as negociações se iniciaram em La Soledad, nas proximidades de Veracruz. Enquanto isso, Juárez começou os preparativos para guerra, apontando Ignacio Zaragoza para liderar a defesa do México e promulgando uma lei que punisse com a morte qualquer indivíduo que colaborasse com os invasores ou tentasse alterar a forma de governo mexicana. Similarmente, a França enviou reforços para Veracruz e protegeu o retorno do general conservador Almonte, antes exilado.

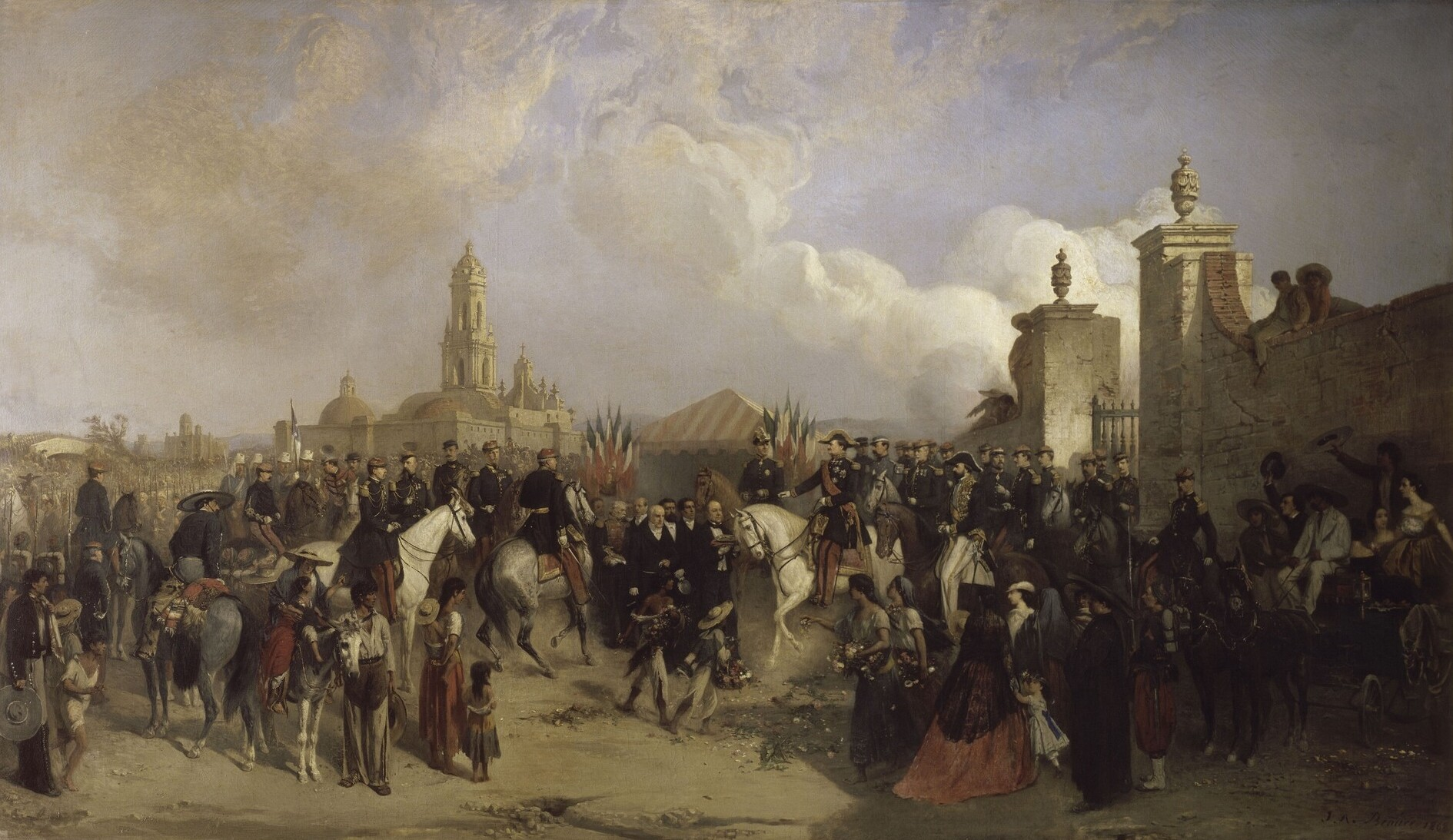
Tela de Jean-Adolphe Beaucé (1868) da tomada da Cidade do México por forças francesas.

Com o acirramento das tensões, Espanha e Reino Unido chegaram a um acordo com o governo Juárez e logo retiraram suas forças. Então, a França repudiou as negociações de La Soledad e reiterou o ultimato militar. O primeiro confronto se deu no desfiladeiro de Acultzingo, com a vitória francesa e as forças republicanas recuando para a bem fortificada Puebla. A derrota francesa na tentativa de tomar a cidade surpreendeu tanto os mexicanos, aumentando a moral do exército, quanto os franceses, que escalaram o conflito enviando mais tropas e substituindo o general Conde de Lorencez pelo general veterano Élie Frédéric Forey, auxiliado pelo também general veterano François Achille Bazaine; essa vitória mexicana é comemorada ainda hoje no feriado de Cinco de Mayo.
Após a chegada de reforços e dos novos comandantes no final de 1862, um segundo avanço francês em Puebla era iminente; além disso, o general mexicano Zaragoza falecera de tifo no mesmo período. A cidade resistiu um cerco de dois meses até ser capturada em maio de 1863 e, com a rota aberta para a capital, o presidente Juárez fugiu e reestabeleceu seu governo em San Luis Potosí. Os líderes franceses Forey e Bazaine, junto a seus aliados mexicanos conservadores, entraram sem resistência na Cidade do México em junho de 1863.

### Regência

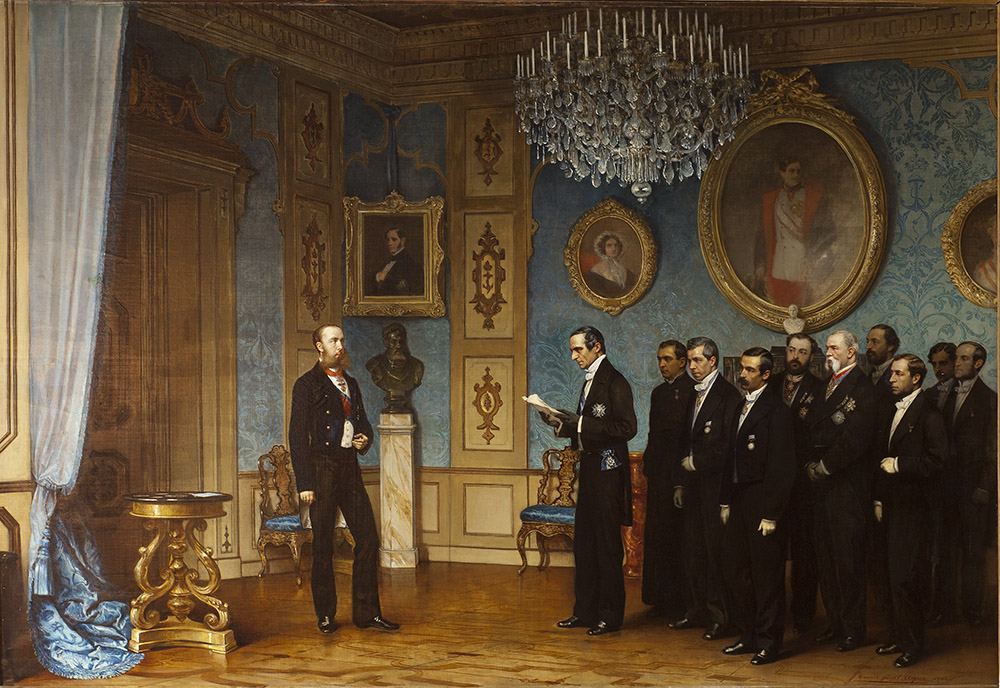
Tela de Cesare dell’Acqua (1867) do convite da delegação mexicana para Maximiliano assumir a coroa, em Miramare (Trieste).

Assim que chegaram à capital, Forey e os conservadores convocaram uma Junta Superior para formar um novo governo, elegendo uma Assembleia de Notáveis, que se reuniu em julho de 1863 e decidiu por instituir um governo monárquico. Foi eleita uma regência trina composta pelo general Almonte, o arcebispo Labastida e o ex-presidente José Mariano Salas, a qual ofereceu a coroa mexicana para o príncipe Maximiliano, ex-vice-rei da Lombardia-Vêneto e irmão mais novo do imperador austríaco Francisco José I, membros da prestigiosa casa europeia de Habsburgo-Lorena.
A proposta não era nova, mas ainda enfrentava resistência do imperador Francisco José e do próprio príncipe Maximiliano. Francisco José inicialmente autorizou o encontro com a delegação mexicana mediante o apoio político, militar e econômico incondicional da França e Grã-Bretanha junto à renúncia dos direitos austríacos por parte de Maximiliano. Também foi exigido um plebiscito para a aprovação do regime. Entretanto, o tratado de aceite, assinado em abril de 1864, garantiu somente o apoio francês e a renúncia à sucessão austríaca, sem garantias britânicas e com Maximiliano retendo o direito ao apanágio. Em maio de 1864, Maximiliano e sua consorte belga Carlota desembarcaram em Veracruz, sendo recebidos por uma delegação do regente Almonte; no mês seguinte, o casal imperial chegou à Cidade do México.

### Reinado de Maximiliano

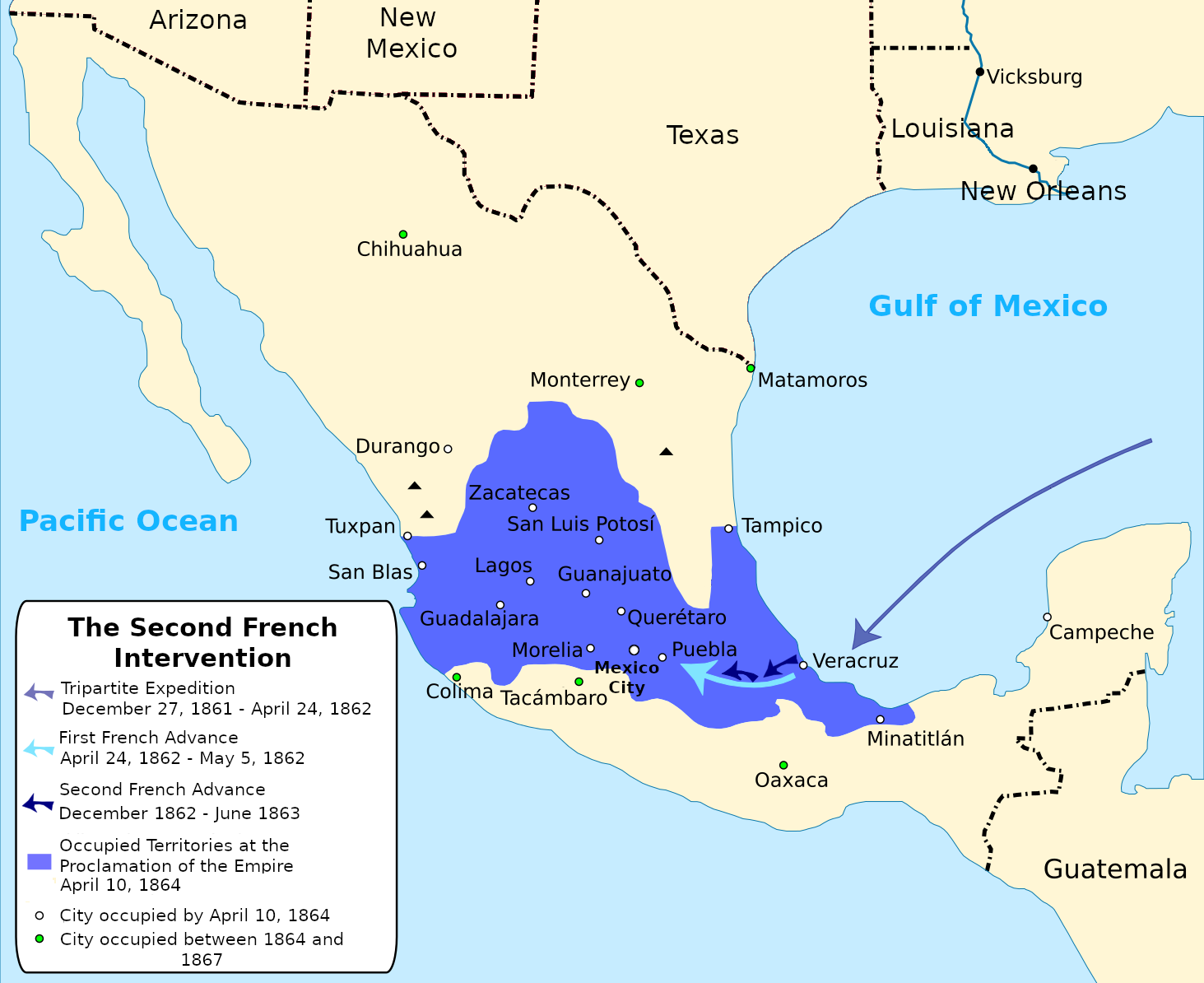
Mapa da ocupação francesa no momento da proclamação do império (10 de abril de 1864).

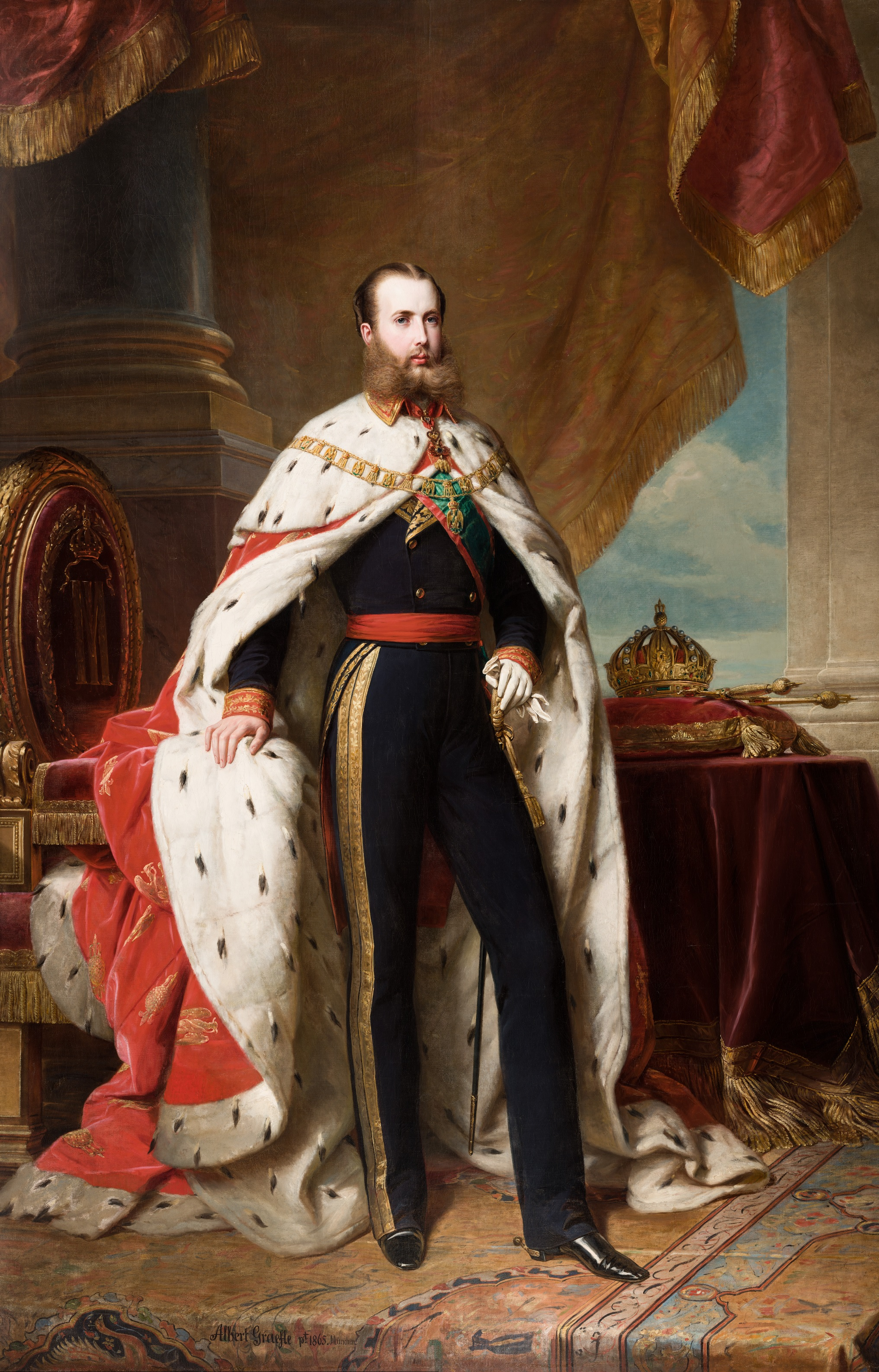
Tela de Albert Gräfle (1865) do imperador Maximiliano I do México.

O reinado de Maximiliano foi marcado por problemas e obstáculos à estabilidade. Em um campo ideológico, Maximiliano, um liberal, se aproximava mais das políticas do governo de Juárez e dos republicanos do que dos conservadores monarquistas que apoiavam seu regime. O grande ponto de tensão era a reversão das leis da reforma, sobretudo da nacionalização das propriedades da Igreja; os conservadores esperavam que Maximiliano revogasse essas medidas, ato que iria contra sua ideologia pessoal.
Além disso, o império era subordinado militar e financeiramente ao apoio francês. Maximiliano dividia o comando militar com o general francês Bazaine de um exército heterogêneo de tropas mexicanas, austríacas, francesas, belgas e egípcias, o que gerava sectarismo e problemas logísticos, reduzindo a coesão e a disciplina das forças imperiais. Simultaneamente, o financiamento do Estado imperial era dependente de empréstimos franceses crescentes pelos custos da guerra, corrupção e gastos da corte.
Apesar das dificuldades, Maximiliano tentou se dedicar ao governo do país sob uma política conciliatória. O imperador estrangeiro empreendeu viagens para conhecer seu domínio; visitou o norte, observando as minas em Querétaro e Guanajuato, e também o oeste, parando na histórica cidade de Morelia. Na organização da administração estatal, Maximiliano tentou descentralizar o poder, formando ministérios e tribunais, além de dividir o território em departamentos e seções militares; para ocupar esses cargos, ele indicou tanto conservadores quanto liberais, mas a exponencial pressão militar tornou difícil preencher as vagas do serviço público. Economicamente, o império teve a incorporação dos dois primeiros bancos mexicanos, o Banco de Londres y México, de 1864, e o Banco de México, de 1865, além de obras de infraestrutura como o início da ferrovia Veracruz-Cidade do México, o aumento de linhas de telégrafo e o investimento em portos.
O império chegou ao seu ápice territorial em 1865, mas sem nunca ter controlado a totalidade do México. Em um avanço que se iniciou ainda em 1863, antes da chegada de Maximiliano, os exércitos franco-mexicanos liderados por Bazaine tomaram Querétaro, Morelia e Aguascalientes. O general mexicano Tomás Mejía avançou até San Luis Potosí, forçando uma segunda fuga do governo Juárez, agora para Chihuahua; a cidade de Guadalajara também se rendeu no início de 1864. As forças franco-mexicanas continuaram na ofensiva, capturando Zacatecas, Monterrei, e os portos de Tampico e Bagdad. Em dezembro de 1864, o avanço imperial no departamento de Chihuahua fez Juaréz fugir novamente, para a cidade fronteiriça de El Paso del Norte. Apesar disso, a resistência republicana continuou, com guerrilhas e milícias atacando regularmente as áreas sob controle imperial e Juárez, a despeito dos rumores, não fugiu do país.
Mesmo sem uma constituição formalizada, o reinado de Maximiliano operou sob o Estatuto Provisional do Império Mexicano de 1865, que dispunha sobre a forma e organização do governo, o poder judiciário, as forças militares, os direitos e garantias individuais dos cidadãos, o desenvolvimento do país e o território e símbolos nacionais; contudo, não menciona a Igreja Católica. Entre os anos de 1865 e 1866, o império publicou mais de trezentos decretos, vinte leis e trinta regulações internas. Essas políticas aproximavam o governo imperial das propostas liberais de um Estado laico e institucionalizado, mas sem descartar o decoro e as cerimônias de uma corte à moda europeia.
Ademais, como o casal imperial não teve filhos, Maximiliano decretou para si a tutela dos dois netos de Agustín de Iturbide, Salvador de Iturbide y Marzán e Agustín de Iturbide y Green, concedendo-lhes também os títulos de Príncipe de Iturbide como herdeiros da coroa mexicana.

### Queda

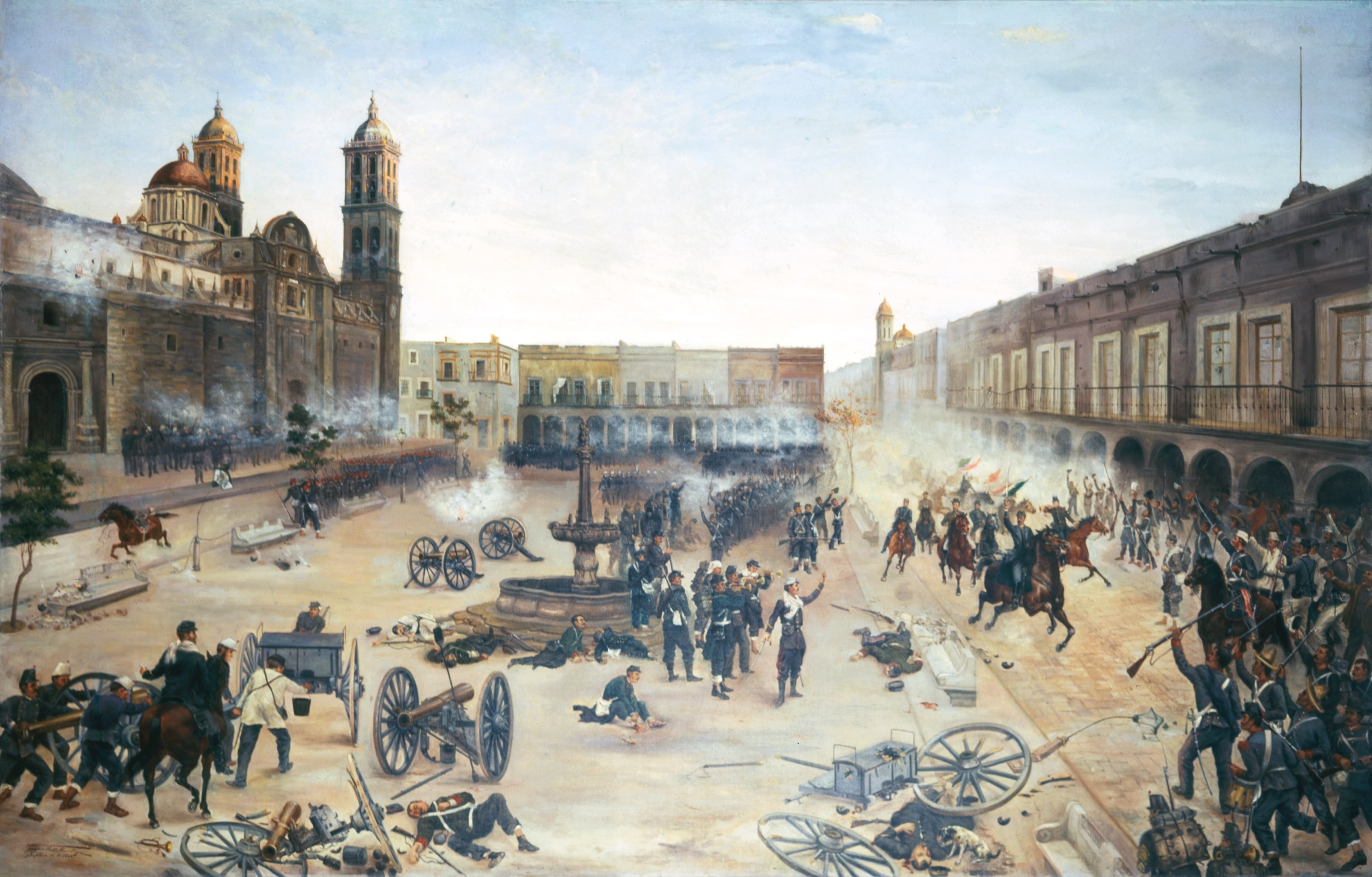
Tela de Francisco de Paula Mendoza (1902) da entrada de Porfirio Díaz em Puebla.

As tensões entre a base de apoio conservadora da monarquia e a tendência de administração liberal do imperador logo transformaram apoiadores em críticos. A presença estrangeira era outra fonte de inquietação, tanto para as elites mexicanas, que foram forçadas a hospedar os oficiais franceses, quanto para a população nacionalista, que questionava a proeminência de estrangeiros na corte. Além disso, o império falhara em garantir a paz e estabilidade prometidas com a monarquia, uma vez que os meios de combate às guerrilhas e de resistência republicana cresciam em violência; em 1866, um emissário nobre do novo rei belga Leopoldo II, irmão da imperatriz consorte Carlota, foi assassinado no caminho da Cidade do México para Veracruz.

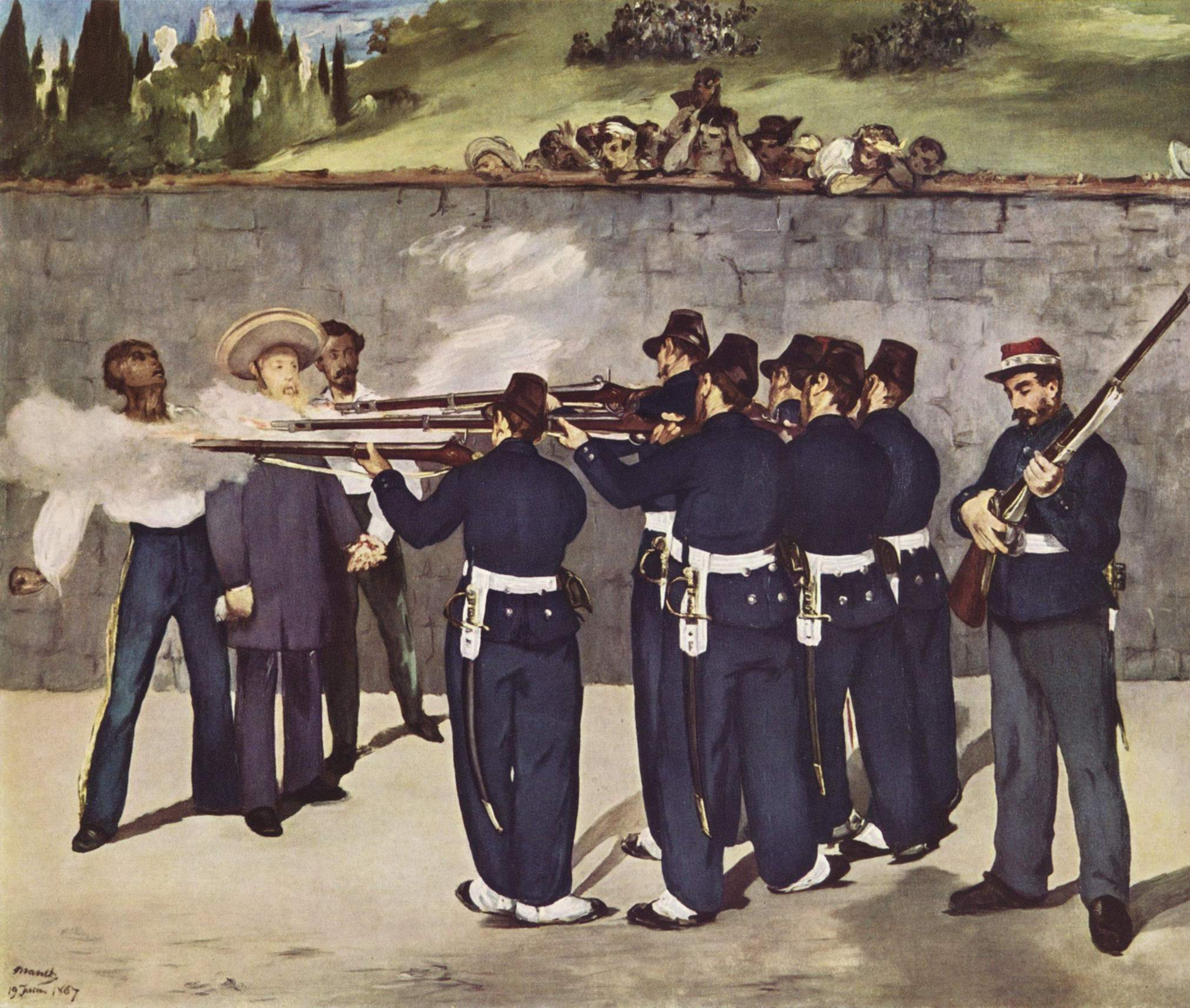
Tela de Édouard Manet (1868) do fuzilamento de Maximiliano.

Mudanças internacionais também dificultaram a posição do império. No Norte, as forças confederadas se renderam em maio de 1865, encerrando a Guerra de Secessão com um fim favorável para a União. Com isso, os Estados Unidos agora estavam livres para apoiar o governo Juárez e pressionar as potências europeias sem temer a intervenção estrangeira no seu próprio conflito interno; assim, diplomatas americanos em Paris começaram a exigir a retirada de tropas francesas no México. Já na Europa, Napoleão III enfrentava uma crescente oposição interna e a possibilidade de guerra para conter a expansão prussiana da Confederação da Alemanha do Norte. A ideia francesa de estabelecer um governo monárquico estável aliado nas Américas foi considerada um fracasso e um gasto desnecessário; assim, Napoleão III quebrou os acordos de apoio incondicional e iniciou a evacuação de seus exércitos ainda em 1866, sendo finalizada em março de 1867.
Napoleão III e seus generais tentaram persuadir Maximiliano a abdicar e se exilar na Europa, mas ele recusou. Em fevereiro de 1867, as últimas tropas francesas saíram da Cidade do México enquanto forças republicanas avançavam. Uma semana depois, Maximiliano foi à defesa de Querétaro, onde se encontrou com seus generais Tomás Mejía e Miguel Miramón; o cerco da cidade se iniciou em março. Simultaneamente, o general republicano Porfirio Díaz derrotava o monarquista Leonardo Márquez, capturando Puebla em abril e cercando a Cidade do México dez dias depois. Querétaro resistiu até maio, quando o exército imperial foi traído e os portões da cidade foram abertos; Maximiliano e seus generais se renderam no mesmo dia.

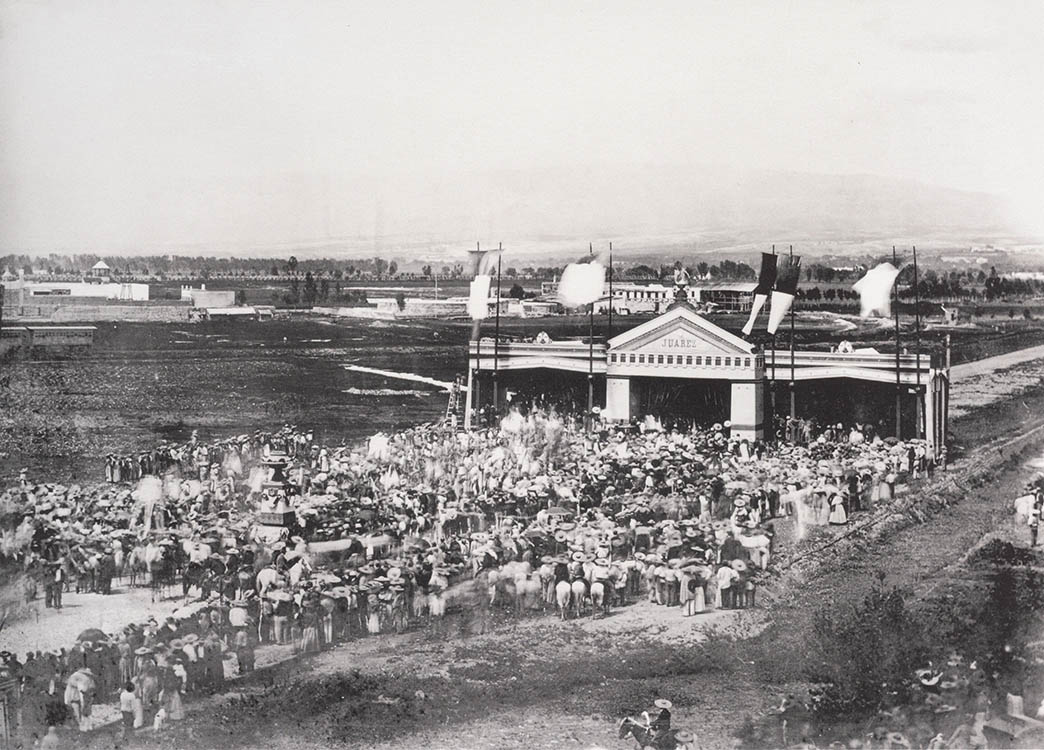
Fotografia do arco triunfal para o retorno de Juárez à capital (1867).

Capturado e mantido prisioneiro, Maximiliano e seus generais foram julgados por uma corte marcial em conformidade à Lei de 25 de janeiro de 1862, que previa a pena de morte para quaisquer indivíduos que colaborassem com os exércitos estrangeiros ou que tentassem alterar a forma de governo mexicana. Apesar dos pedidos de clemência de figuras políticas liberais, como Victor Hugo e Giuseppe Garibaldi, de monarcas europeus e do papa Pio IX, Maximiliano e os generais Mejía e Miramón foram executados por fuzilamento em junho de 1867 em um morro nas proximidades de Querétaro. Ao saber da morte do imperador dois dias depois, a Cidade do México se rendeu, marcando o fim do império; Juárez retornou à cidade em 15 de julho do mesmo ano.

### Legado

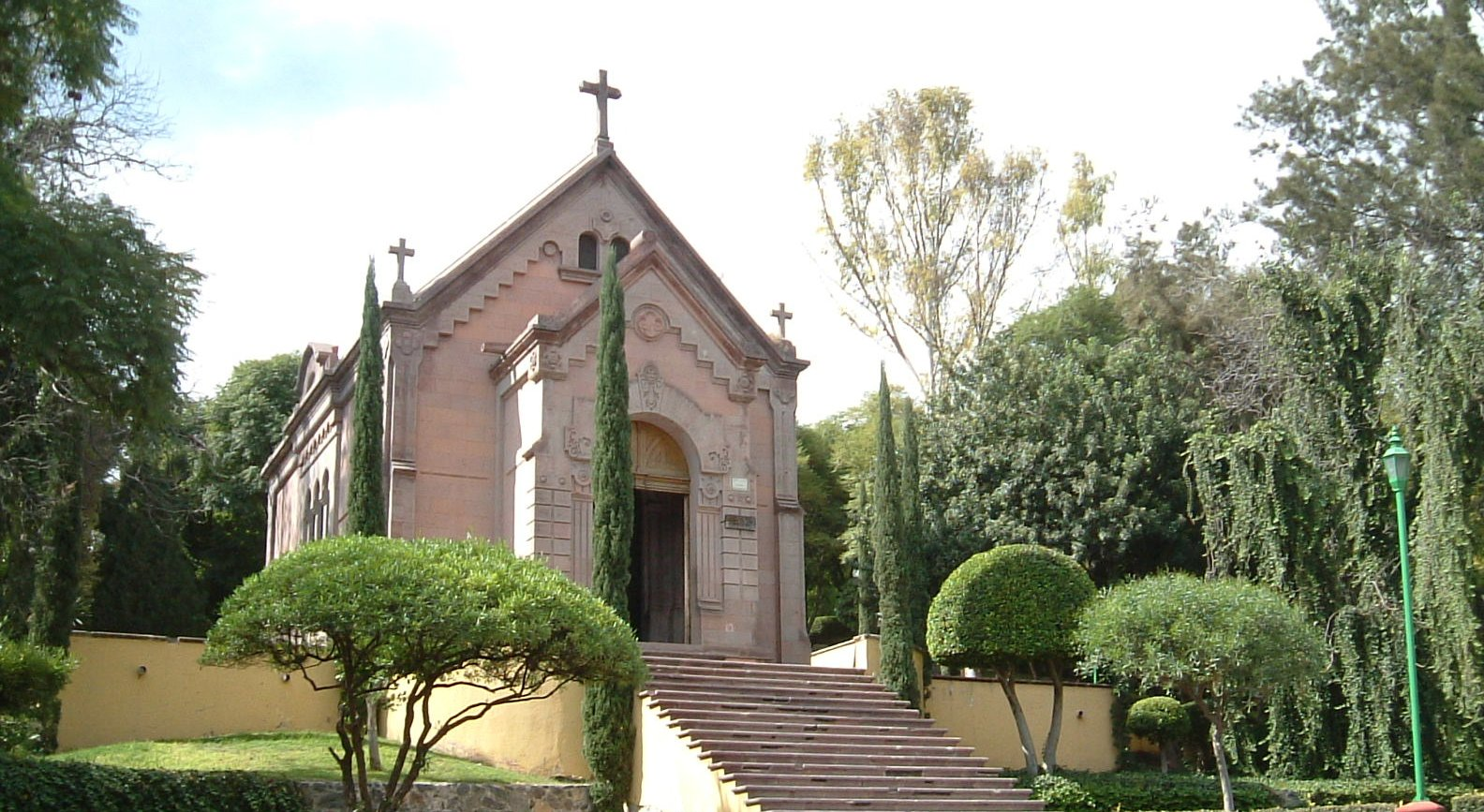
Fotografia da Capela Memorial Imperador Maximiliano (2006).

A figura pessoal de Maximiliano é compreendida na historiografia como um homem honrado e bem intencionado, sobretudo pela decisão de permanecer no México mesmo quando a queda do império era iminente frente à vantagem militar dos liberais, recusando os conselhos e propostas de abdicar e retornar à Europa. Similarmente, a apreensão literária de Maximiliano nos romances do século XX sobre a queda do império também evoca uma memória de martírio do imperador, com contornos do místico e do épico na temática dos debates éticos.
Ademais, mesmo com sua curta duração, algumas obras do império de Maximiliano ainda podem ser notados no México atual. O Paseo de la Emperatriz, um projeto da reforma urbana de moldes europeus promovida pelo governo imperial, é ainda uma das principais avenidas da Cidade do México, renomeada desde 1872 como Paseo de la Reforma. Similarmente, o Castelo de Chapultepec, que servia como residência do imperador, foi renovado sob suas ordens e hoje é um importante ponto turístico da cidade; o seu local de morte, Cerro de las Campanas, é outro ponto turístico e parque nacional, tendo ganhado uma capela pelas ordens do imperador austríaco Francisco José I, seu irmão mais velho.

## Governo
O império não possuía uma constituição formalizada, mas era regido pelo estatuto provisório, de orientação ilustrada, que dispunha sobre a organização do Estado e do governo. De acordo com essa ordenação, o imperador exercia o governo através de seus ministérios, que eram nove:
1. Ministério da Casa Imperial;
2. Ministério de Estado;

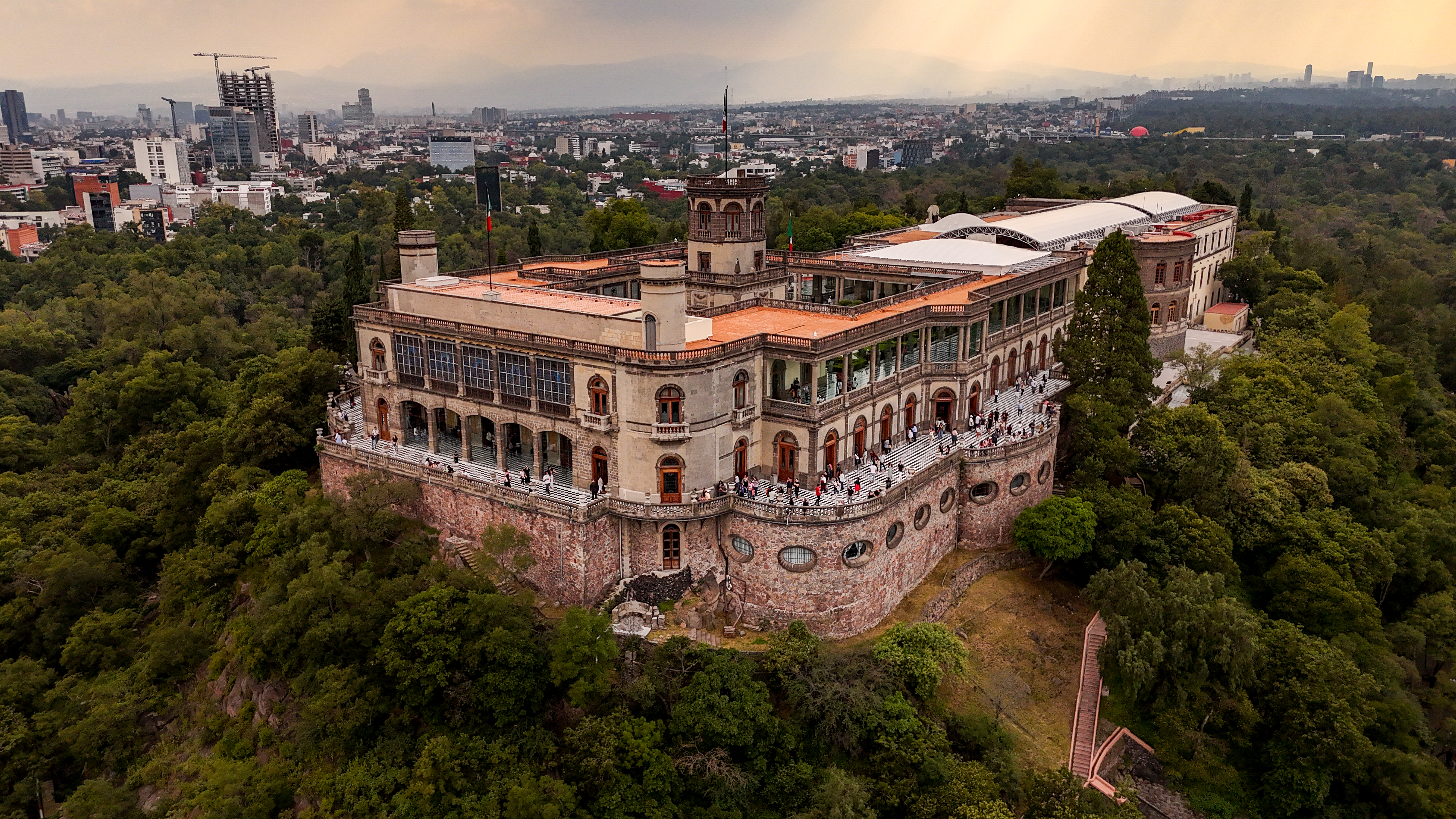
Fotografia do Castelo de Chapultepec, que serviu como residência imperial (2024).

3. Ministério de Negócios Estrangeiros e Marinha;
4. Ministério de Governo;
5. Ministério da Justiça;
6. Ministério da Instrução pública e cultos (educação e religião);
7. Ministério da Guerra;
8. Ministério de Fomento (desenvolvimento);
9. Ministério da Fazenda.

O imperador retinha o poder de apontar o Ministro da Casa Imperial e o Ministro de Estado, que era chefe do Conselho de Ministros. Os demais ministros eram apontados pelo próprio Ministro de Estado, na presença e permissão do imperador.

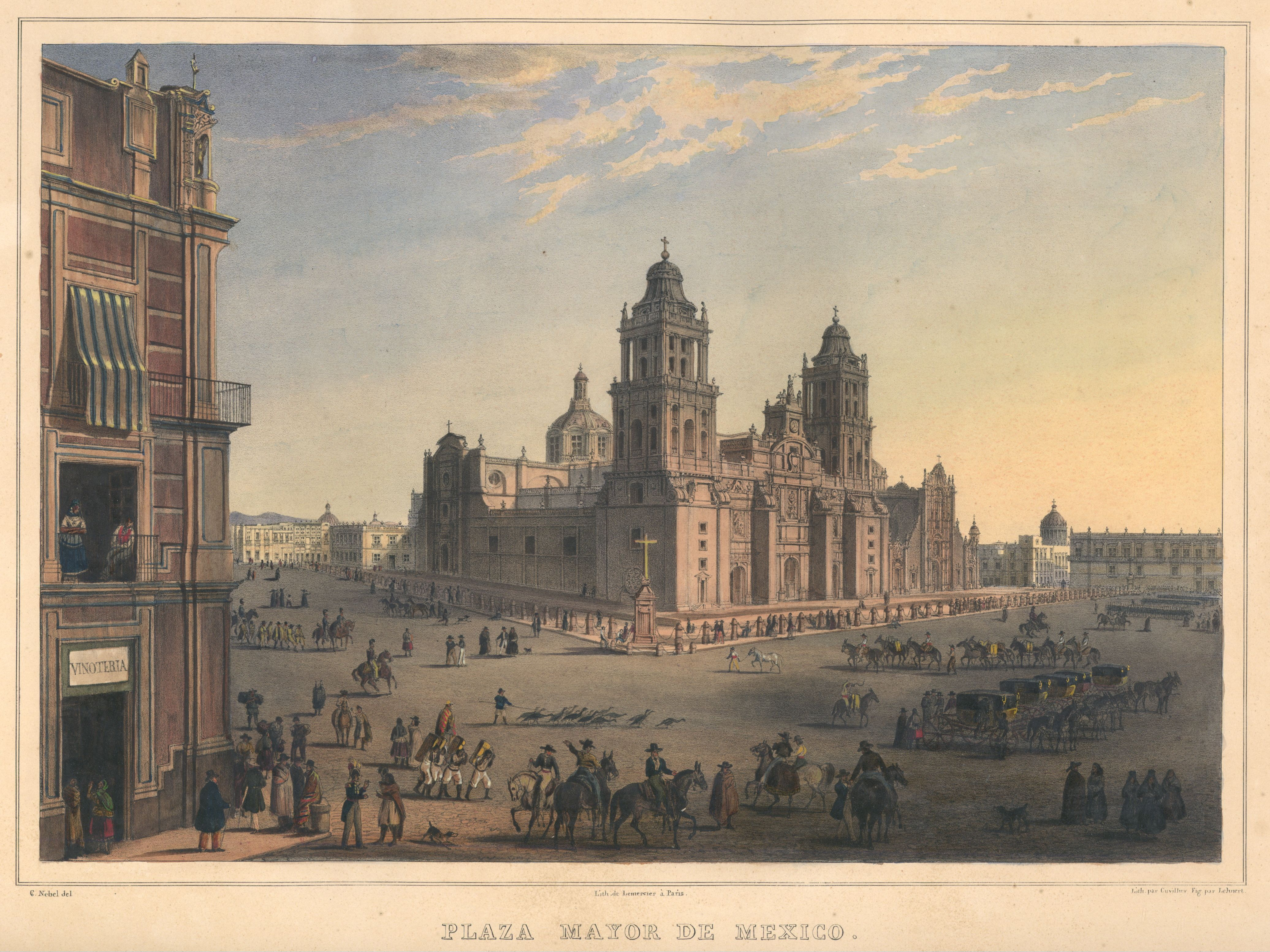
Litografia de Carl Nebel (1836) da Praça Mayor da Cidade do México, com vista para a Catedral da Assunção de Maria.

Além disso, o imperador estabeleceu o Senado como órgão legislativo unicameral. Possuíam uma cadeira no Senado:
- O Príncipe;
- Cardeais, arcebispos e bispos;
- Governadores de Departamento;
- Prefeitos das cidades mais importantes;
- Reitores universitários, presidentes de faculdades e acadêmicos;
- O Presidente do Tribunal Superior de Justiça;
- Representantes dos latifundiários e maiores credores, 40 representantes de proprietários de terras de médio porte e 10 representantes da pequena indústria;
- 100 cidadãos escolhidos pelo Imperador que não tivessem antecedentes criminais;
- 100 cidadãos eleitos pelo voto de seus concidadãos nos Departamentos do país.

Dessa forma, o Senado era composto pelos grupos sociais mais conservadores, que apoiavam e tinham instituído a monarquia. No mesmo sentido, mais da metade dos senadores era nomeado direta ou indiretamente pelo próprio imperador.
Havia também o órgão paralelo do Conselho de Estado, com membros vindos da elite política e burocrática local, mas também estrangeiros; era responsável por assessorar o imperador e, por isso, tinha vasta influência nos rumos da corte. Ademais, o império possuía tribunais civis com magistrados independentes e audiências públicas; além de um Tribunal de Contas apontado pelo imperador.

### Economia
O período imperial foi marcado pela estagnação econômica do México, consequência do estado contínuo de conflitos político-militares e do declínio do setor mineiro. Nos últimos anos do império, o México exportava somente cerca de 24 milhões de pesos em comparação com as cifras argentinas, chilenas e peruanas de 30 milhões de pesos, enquanto Cuba exportava mais que o dobro, 57 milhões de pesos. Similarmente, uma estagnação demográfica atingiu a Cidade do México; ainda era a cidade mais populosa na América hispânica, com cerca de 220 mil habitantes, mas seguida pelos números próximos de Havana e Buenos Aires, com 200 mil habitantes cada, sendo a taxa de crescimento portenha maior.
Havia expectativas locais e europeias de que a independência fosse favorecer o setor mineiro pela abertura do comércio, tendo sido o México a zona mineira mais rica do fim do período colonial. Entretanto, o efeito foi de declínio com uma eventual recuperação, sem que nunca se superasse os volumes coloniais. A abertura do mercado causou, de fato, um aumento na demanda por metais preciosos, mas o crescimento da produção foi dificultado pela instabilidade política e bélica. Com mínimos danos militares à infraestrutura, o principal fator para o declínio foi a suspensão de investimentos na expansão e manutenção dos empreendimentos, consequências indiretas das guerras. Em suma, o setor mineiro, apesar de parcialmente recuperado, crescia abaixo das expectativas e com perdas financeiras.
A dívida externa e os gastos com a guerra-civil eram as principais despesas que oneravam os cofres imperiais. O Tratado de Miramare, o mesmo que havia acordado a posse de Maximiliano como imperador, comprometia o México ao pagamento de 270 milhões de francos fixos somados a 76 milhões com 3% de juros anuais pelas despesas de guerra da intervenção francesa; o México devia também o pagamento de todos os gastos de abastecimento do exército francês. No mesmo sentido, o total de empréstimos com a França somou 732,6 milhões de francos, dos quais o México utilizou 369,8 milhões enquanto a receita mexicana no período totalizou somente 322,7 milhões. Ao final de 1865, a bancarrota do Estado imperial mexicano já era iminente.

### Política indigenista

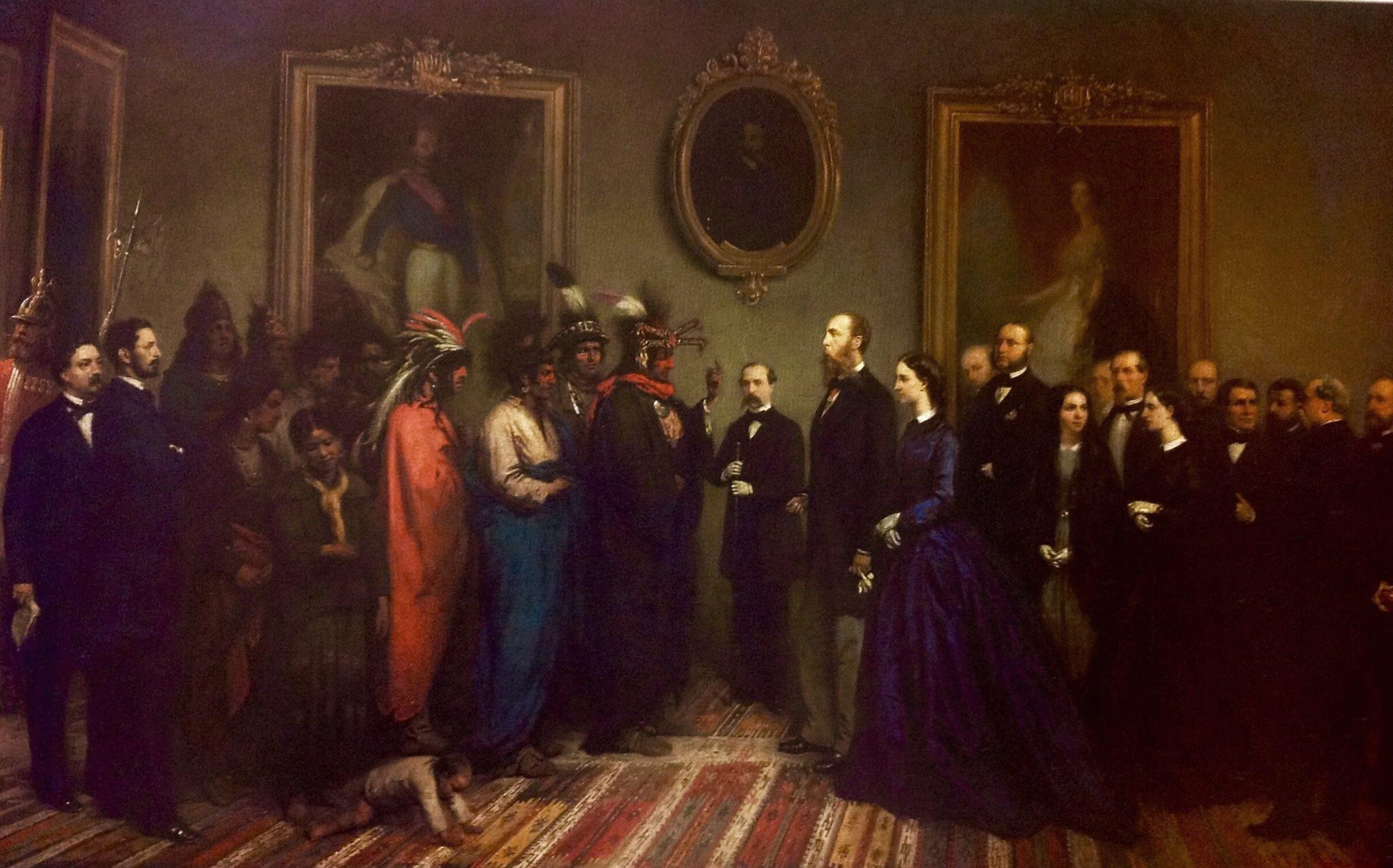
Tela de Jean-Adolphe Beaucé (1865) da visita de uma delegação do povo kickapoo à corte de Maximiliano.

Os povos indígenas no império constituíam a maioria demográfica do país, mas eram atingidos por condições de pobreza e marginalização social. Durante o reinado de Maximiliano, a política instituída foi a de tutela com fins de gradual integração das comunidades indígenas à sociedade mexicana nos moldes imperiais.
O Estado imperial buscou reinstituir o paternalismo da ordem social da Nova Espanha, classificando os indígenas como classes carentes. Este estatuto jurídico era a continuidade da definição colonial de "classes miseráveis", ligada a difusão do catolicismo, que determinava a proteção de todos os nativos convertidos. Ao restaurá-lo de forma moderna, Maximiliano instituiu um privilégio jurisdicional de proteção estatal aos povos indígenas, criando também a Junta Protetora das Classes Carentes para receber as petições e aconselhar o imperador nos assuntos indígenas, semelhante ao antigo Conselho das Índias. Coube, portanto, ao imperador mediar as questões relacionadas ao direito sobre terras e águas, tendo legislado para a reintrodução da propriedade comunal, extinta desde a Constituição de 1857.

Brasão de armas do Segundo Império Mexicano, contendo o mito de fundação de Tenochtitlan no centro de um escudo erguido por dois grifos Habsburgo.

Ademais, tentou-se emular a herança asteca como legitimizadora do governo imperial. Leis foram publicadas em língua náuatle e o império contava com conselheiros indígenas, como Faustino Galicia Chimalpopoca, além da Junta Protetora dedicada a aconselhar a Coroa de acordo com as petições indígenas. Nesse sentido, o cargo de imperador foi idealizado como uma continuidade do Huey Tlatoani, governante da Tríplice Aliança Asteca. Essas medidas foram bem recebidas por algumas comunidades indígenas, como as de Zapopan e Tepoztlán, que identificavam, no imaginário monárquico, a figura imperial como salvadora. Entretanto, a resposta indígena não foi uniforme, com outras comunidades optando pela aliança com a resistência liberal, como é o caso da luta armada em Iucatã.

### Subdivisões
O império era dividido em cinquenta departamentos definidos por critérios geográficos físicos e populacionais. O número de cinquenta havia sido uma exigência de Maximiliano para o autor do projeto, Manuel Orozco y Berra. Nos departamentos atravessados pelas sierras madres (Oriental, Ocidental e Meridional) e sierras menores, as divisas foram as grandes elevações; nos demais departamentos, os corpos d'água como rios e lagos foram o principal fator.
Cada departamento era governado por um prefeito, que era um representante do imperador, e possuia um conselho departamental formado por donos de terra, comerciantes e industrialistas, a depender das condições particulares de cada departamento. Contudo, devido à guerra civil com o governo Juárez, nem todos os departamentos estiveram sujeitos à administração imperial.